# Wellington, South Australia
Wellington är en ort i Australien. Den ligger i kommunen Murray Bridge och delstaten South Australia, omkring 85 kilometer sydost om delstatshuvudstaden Adelaide.
Trakten runt Wellington är nära nog obefolkad, med mindre än två invånare per kvadratkilometer.. Närmaste större samhälle är Tailem Bend, omkring 13 kilometer nordost om Wellington.
Trakten runt Wellington består till största delen av jordbruksmark. Genomsnittlig årsnederbörd är 513 millimeter. Den regnigaste månaden är juni, med i genomsnitt 86 mm nederbörd, och den torraste är december, med 16 mm nederbörd.